# 吉备国际大学短期大学部
吉备国际大学短期大学部（日语：／ Kibi Kokusai Daigaku Tanki Daigakubu *），简称「顺短」或「吉备短」，是過去一所位于日本冈山县高梁市的私立短期大学。前身是顺正短期大学（日语：／ Junsei Tanki Daigaku *）。

## 概要

### 简介
- 短期大学为于1967年开办[1][2]、由学校法人顺正学园经营[3]。招生到2014年[4]。为男女同校[5]从从开办。

### 历史
- 1967年 顺正短期大学成立并同时设置两个学科、以下列举[2]。
  - 保健科
  - 保育科
- 1976年 保育科改名为幼儿教育科（以后招生到于2009年、停办于2011年）[2]。
- 1988年 保健科分离为两个专攻、以下列举[2]。
  - 保健专攻：以后有三个改名、以下列举。
    - 健康美学设计专攻：于2002年[2]。
    - 健康科学专攻：于2007年[2]
    - 医疗美容专攻[注 1]：于2008年（以后招生到2010年、次年改编为总合美容专攻于2011年）

  - 牙科卫生专攻：改编为牙科美学专攻[注 3]于2010年（以后招生到2011年）
- 1989年 保健福利专攻成立于保健科：改名为健康福利专攻于2008年（招生到2008年、停办于2010年）[2]
- 1998年 幼儿教育专攻成立于专科（大学评价学位授予机构批准机构）：招生到2009年、停办于2011年。
- 2007年 美容设计专攻成立于保健科（以后招生到2010年、次年改编为总合美容专攻于2011年）[2]。
- 2008年 幼儿教育科成立在函授教育课程（但招生到2009年）[2]。
- 2009年 医疗美容专攻[注 1]成立于专科函授教育课程[2]。
- 2010年 改校名为幼吉备国际大学短期大学部[2]。
- 2017年 停辦。

### 宪章
- 请参看吉备国际大学短期大学部的标志 （页面存档备份，存于） （日語） 2014年5月24日阅览。

## 学校环境
- 高梁校区：在冈山县高梁市
- 冈山校区：在（冈山县冈山市北区

## 历任校长
- 加计勉：第一代短期大学校长[6]。
- 松本皓：现在短期大学校长[7]

## 组织

### 学科
- 保健科总合美容专攻

### 前学科
| - 保健科 - 医疗美容专攻 - 牙科美学专攻 - 健康福利专攻 - 美容设计专攻 - 幼儿教育学科 - 第一部 - 函授教育课程 |

### 专科
| - 医疗美容专攻 |

### 前专科
| - 幼儿教育专攻 |

### 业余课程
| - 没有 |

## 相关链接
- 日本短期大学列表